# Placido (vino)
Il bianco Placido è un vino siciliano ad Indicazione Geografica Tipica (IGT) ottenuto dalle uve di catarratto delle terre confiscate alla mafia. Viene commercializzato con il marchio Libera Terra.
Il nome è dedicato al sindacalista di Corleone ucciso dalla mafia Placido Rizzotto.

## Scheda
Produzione media per ettaro: 80 q.li
Metodo di produzione: Criomacerazione, pulizia preventiva dei mosti ottenuti da pressioni soffici e relativa fermentazione termocondizionata.
Scheda Organolettica:
Colore: Giallo paglierino con riflessi verdolini
Profumo: Molto fruttato
Sapore: Caratteristico del vitigno. Morbido e molto pieno.

## Abbinamenti consigliati
Abbinamenti gastronomici: si consiglia con piatti a base di pesce e con gli antipasti.
- bagnet verd: acciughe dissalate in salsa verde[1]
- acciughe sotto sale, dissalate e poste sott'olio
- pasta d'acciughe